# Simon Vieyra

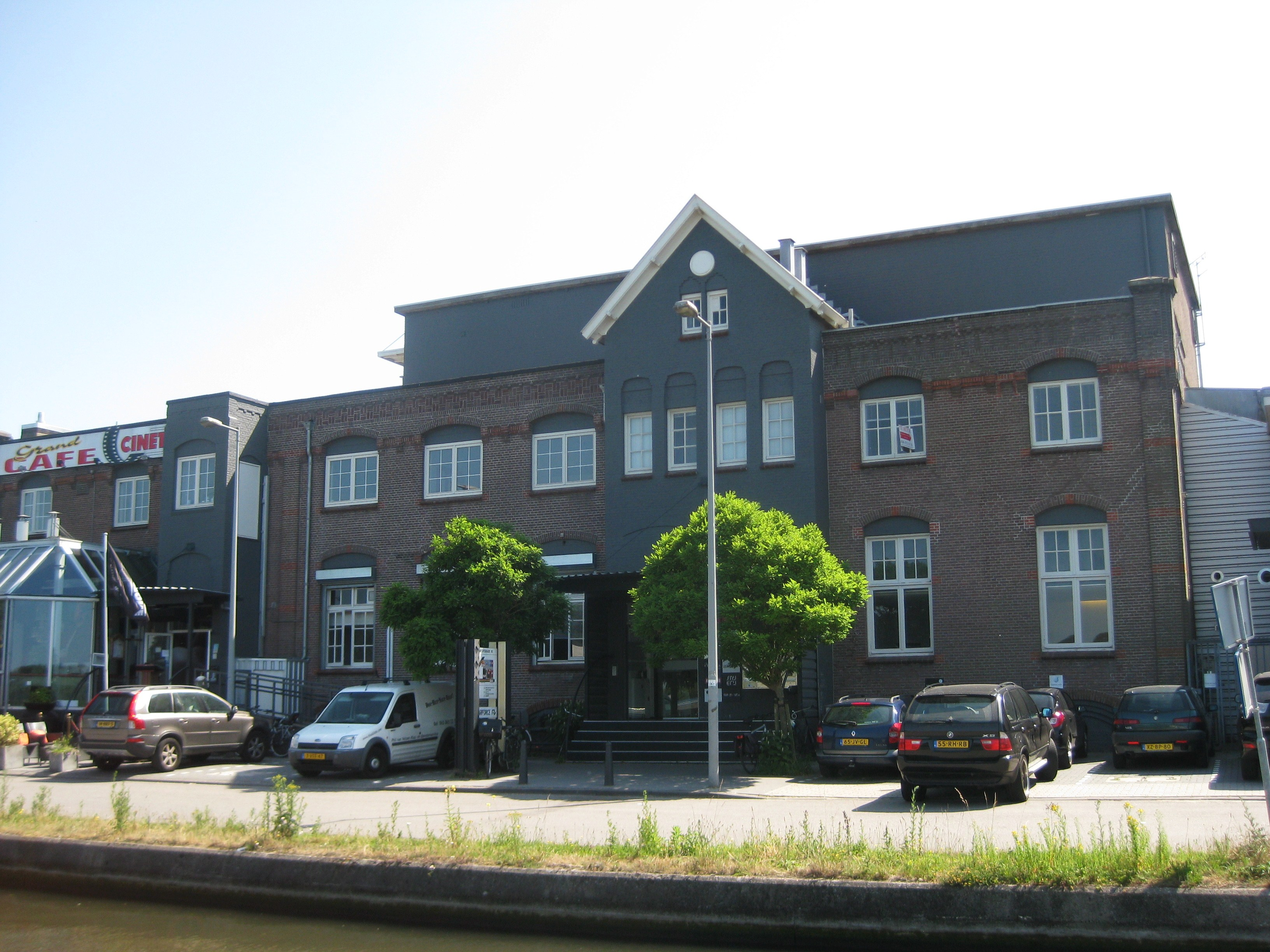
Cinetone Studio

Simson (Simon) Vieyra (Amsterdam, 22 november 1902 – Bergen-Belsen, 17 februari 1945) was een Nederlands architect.
Simon Vieyra was een zoon van Elias Vieyra (Amsterdam, 7 december 1871- Auschwitz 19 november 1943) en Rachel Mossel (Amsterdam 5 juli 1878- Kamp Westerbork, 8 juli 1943). Hij was enig kind. In 1926 huwde hij met Betsy van Sijes (1904-1990), met wie hij een dochter kreeg. De gehele familie werd door Nazi-Duitsland op transport gezet naar diverse concentratiekampen. Simon Vieyra overleed in Bergen-Belsen twee maanden voor de bevrijding daarvan. Vrouw en dochter kwamen met vlektyfus terug, maar overleefden dat kamp.
Vieyra kreeg zijn opleiding aan de driejarige HBS en aan de MTS Hendrick de Keyserschool en Vereniging voor Voortgezet en Hooger Bouwkunst Onderricht, bouwkunde. Hij ging werken voor architectenbureaus als Gerrit Jan Rutgers en Dick Greiner, maar ging vanaf 1926 als zelfstandige door het leven. Hij werkte vanuit Amsterdam, maar eigenlijk in het gehele land. Van zijn hand verschenen onder meer:
- twee woningcomplexen in Amsterdam, zijn plannen verdwenen in de prullenmand; er was onvoldoende geld voor:
- ontwerp voor de vervanging van het in 1929 afgebrande Paleis voor Volksvlijt; het verzoek kwam van wethouder Monne de Miranda, ook dat ging niet door (1933)
- ontwerp voor de nieuwbouw aan en inrichting van Sarphatistraat 8 (1936)
- villa’s en landhuizen
- gebouwen van Vroom & Dreesmann
- woningcomplex Houttuinen
- Cinetone Filmstudio's Amsterdam aan de Duivendrechtsekade 85 (1933).

Het pand aan de Sarphatistraat 8 was geen verrassing. Dat gebouw moest het nieuwe kantoor worden van de Ancient Order of Foresters (AOF), Vieyra was lid van die vereniging. Vanaf 1932 verschenen van zijn hand artikelen in De Joodsche middenstander.
Zijn laatst bekende adres was aan de Zuider Amstellaan te Amsterdam, die in mei 1946 hernoemd werd tot Rooseveltlaan.